# Yuriria
Yuriria (Purépecha: Iurhirio) is een stad in de Mexicaanse deelstaat Guanajuato. De plaats heeft 21.708 inwoners (census 2005) en is de hoofdplaats van de gemeente Yuriria.
De plaats is vooral bekend vanwege het enorme convent, dat tussen 1550 en 1559 is gebouwd.